# Gilbowszczyzna
Gilbowszczyzna – kolonia w Polsce, położona w województwie podlaskim, w powiecie sokólskim, w gminie Sokółka.
| SIMC    | Nazwa       | Rodzaj        |
| ------- | ----------- | ------------- |
| 0040689 | Kozłowy Ług | część kolonii |

W latach 1975–1998 kolonia administracyjnie należała do województwa białostockiego.
Wierni kościoła rzymskokatolickiego należą do parafii Przemienienia Pańskiego w Sokolanach.